# Bono East
Bono East i Ghana er en ny region oprettet ved opdelingen af Brong Ahafo regionen i 2019. Hovedstaden i den nye region er byen Techiman. Oprettelsen af denne nye region var opfyldelse af et valgløfte givet af New Patriotic Party forud for parlamentsvalget i Ghana i 2016. Efter at have vundet valget oprettede præsidenten, Nana Akuffo Addo ministeriet for regional omorganisering for at føre tilsyn med formulering og implementering af regeringens politik. Alle nye regioner skabtes fra de eksisterende ti regioner i Ghana. De andre regioner er regionerne Bono, Ahafo, Western North, Savannah, North East og Oti.
Oprettelsen af regionerne blev pålagt det nyoprettede Ministerium for Regional Reorganisering og Udvikling, som er under ledelse af Dan Botwe. I marts 2017 sendte ministeriet planen for oprettelsen af regionen sammen med andre til statsrådet . Rådet mødtes over 36 gange fra forelæggelsestidspunktet til august 2017. Den sidste fase for oprettelsen af regionen blev besluttet ved en folkeafstemning af befolkningen i den nye regions område den 27. december 2018.

## Historie
Folkeafstemningen den 27. december 2018 resulterede i, at 450.812 afgav deres stemmer, hvilket repræsenterede 85,82 procent af 525.275 registrerede vælgere. 448.545 (99,50 pct.); stemte for oprettelsen af den nye region med 1.384 (0,31 %), der stemte imod. I alt 883 (0,20 procent) stemmesedler blev afvist.

## Geografi og klima
Bono Øst-regionen grænser mod nord til Savannah, mod vest til Bonoregionen, mod syd til Ashantiregionen og mod øst til Voltasøen.
Vegetationen består overvejende af skov og frugtbar jord. Tørtiden er mellem december og april. Nogle gange er regntiden mellem omkring juli og november med en gennemsnitlig årlig nedbør på 750 til 1050 mm. De højeste temperaturer nås i slutningen af tørtiden, de laveste i december og januar. Den varme Harmattan-vind fra Sahara blæser dog ofte mellem december og begyndelsen af februar, og er tør og varm. Temperaturerne kan variere mellem 14 °C om natten og 40 °C i løbet af dagen.

## Vegetation og landbrug
Produktionen af yams er meget høj i skoven. Bønner, majs, kassava, cocoyam, ris, pisang og mere produceres her, og der er fisker langs regionens side af Voltasøen.

## Turisme og park
Der kan findes en masse turiststeder i dette område
- Boabeng Fiema abereservat
- Buoyem-grotterne og flagermuskolonien i Techiman kommune huser en stor koloni af rosetta frugtflagermus, huler, sandstensklipper og vandfald.
- Kintampo vandfald
- Digya nationalpark

Bono East-regionen har en lav befolkningstæthed, og de fleste indbyggere taler Bono-dialekten. Bono hører til blandt Akanfolkene og deres religion og kristendom udgør de dominerende religioner i regionen.

## Administrative inddeling
Den politiske administration af regionen er gennem det lokale styresystem. Under dette administrationssystem er regionen opdelt i 11 MMDA'er (Metropolitan, municipal and district authority) bestående af 4 kommunale og 7 ordinære forsamlinger. Hver distrikts-, kommunal- eller storbyforsamling administreres af en administrationschef, der repræsenterer centralregeringen, men som har beføjelser fra en forsamling ledet af et præsiderende medlem valgt blandt medlemmerne selv. Den aktuelle liste er som følger:
| #  | MMDA navn       | Hovedstad   | Type     | Medlem af parlamentet            | Parti |
| -- | --------------- | ----------- | -------- | -------------------------------- | ----- |
| 1  | Atebubu-Amanten | Atebubu     | kommunal | Sanja Nanja                      | NDC   |
| 2  | Kintampo North  | Kintampo    | kommunal | Joseph Kwame Kuma                | NDC   |
| 3  | Kintampo South  | Jema        | ordinær  | Alexander Gyan                   | NPP   |
| 4  | Nkoranza North  | Busunya     | ordinær  | Joseph Kwasi Mensah              | NDC   |
| 5  | Nkoranza South  | Nkoranza    | kommunal | Emmanuel Kwadwo Agyekum          | NDC   |
| 6  | Pru East        | Yeji        | ordinær  | Kwabena Donkor                   | NDC   |
| 7  | Pru West        | Prang       | ordinær  | Stephen Jawulah                  | NPP   |
| 8  | Sene East       | Kajaji      | ordinær  | Dominic Napare                   | NDC   |
| 9  | Sene West       | Kwame Danso | ordinær  | Kwame Twumasi Ampofo             | NDC   |
| 10 | Techiman        | Techiman    | kommunal | Martin Kwaku Adjei-Mensah Korsah | NPP   |
| 11 | Techiman North  | Tuobodom    | ordinær  | Elizabeth Ofosu-Adjare           | NDC   |